# Kassei

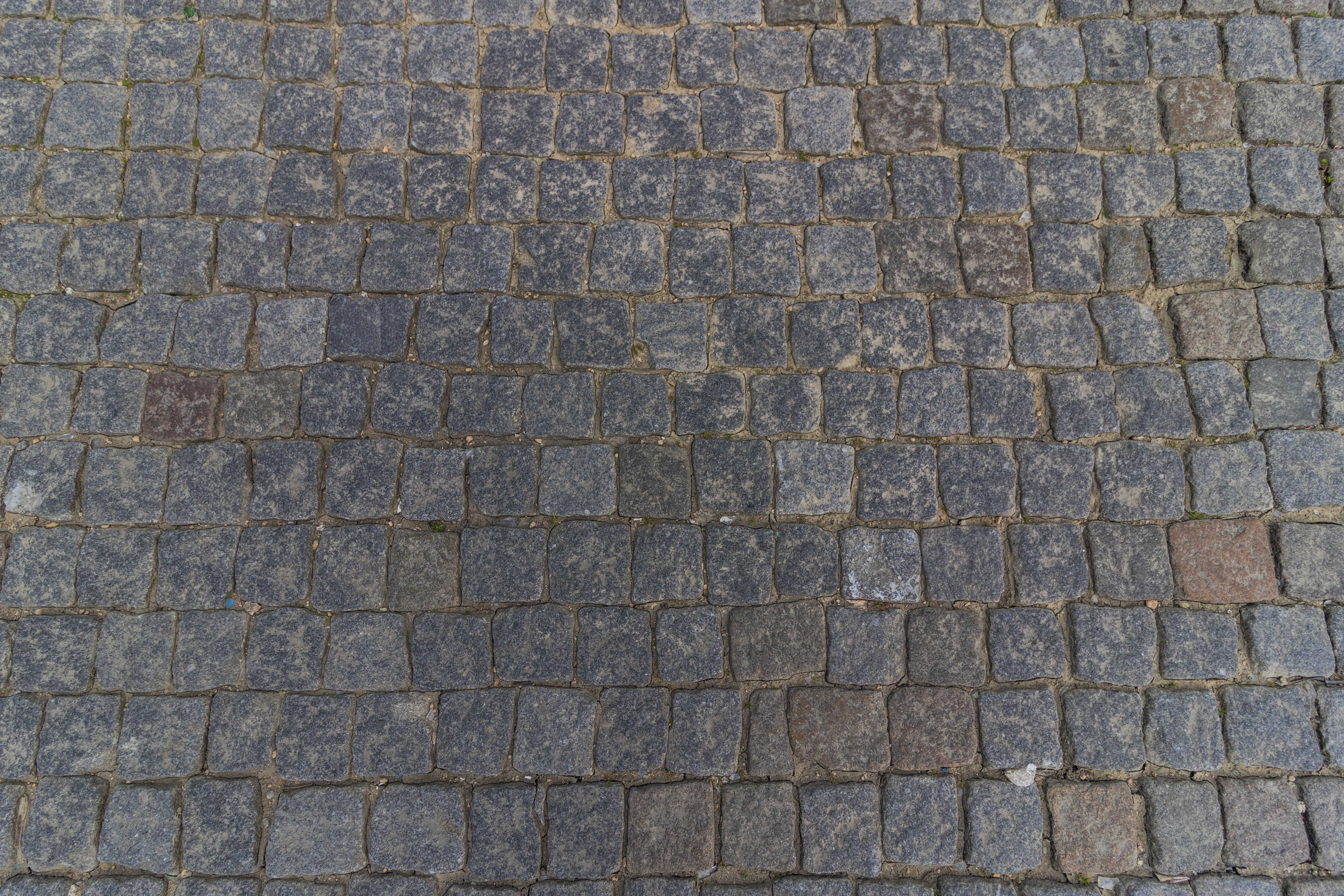
Kasseien van bovenaf gezien (Parade 's-Hertogenbosch)

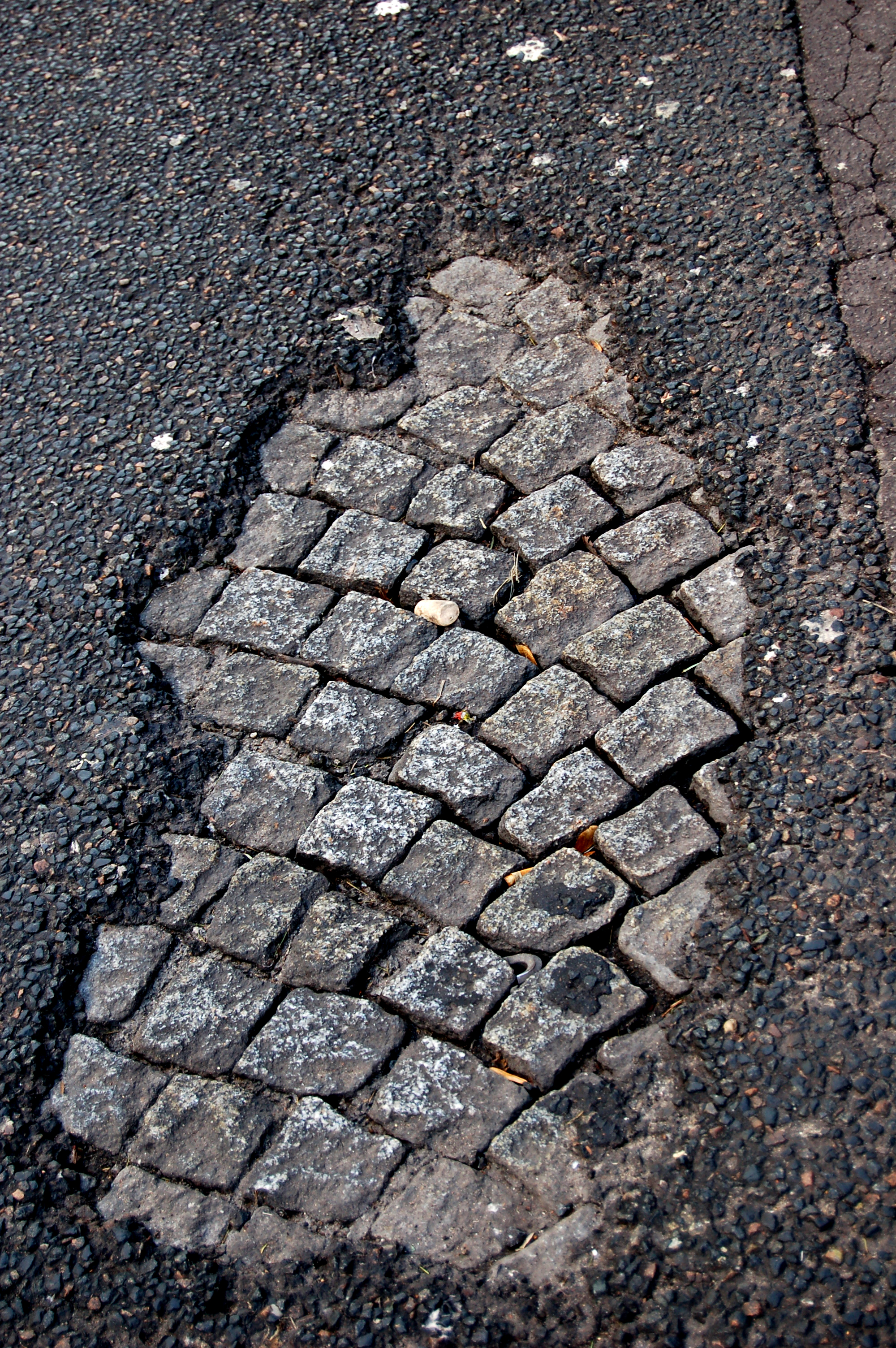
Kasseien bedekt door een laag asfalt

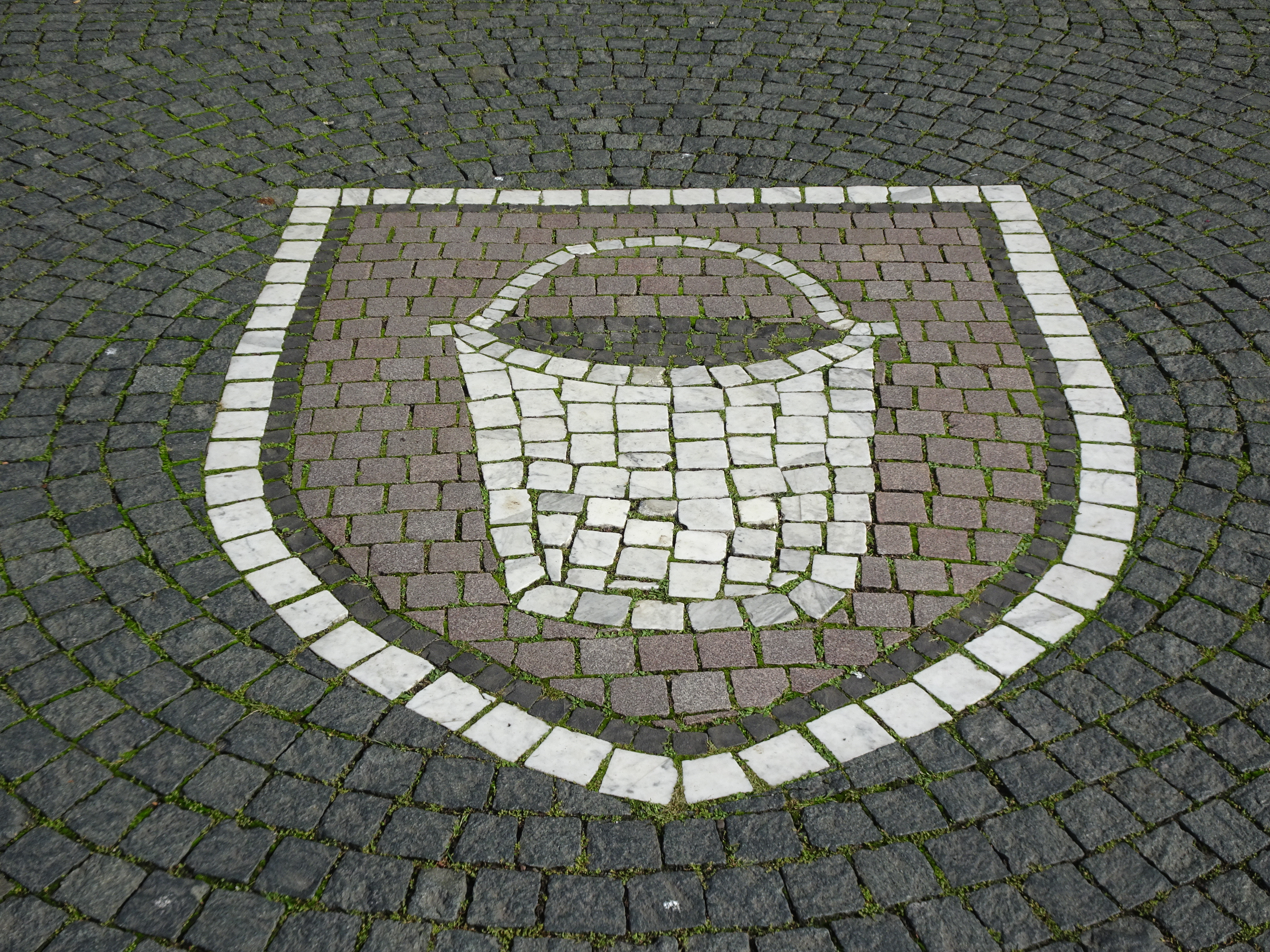
Stadswapen (Emmerik, Duitsland) in witte en grijze kasseien

Kasseien of kinderkopjes zijn kleine stukken natuursteen die na bewerking worden gebruikt voor het verharden van wegen.
Vaak zijn kasseien op maat gehakte stukken porfier. Dit in tegenstelling tot flinten, die onbewerkt zijn. België en Noord-Frankrijk kennen nog veel landelijke wegen met kasseien.

## Etymologie
De naam kinderkopje duidt op de grootte: zo groot als het hoofd van een kind. Onder die naam zijn ook kleinere maten in gebruik. In sommige regio's van België en in Zuid-Nederland wordt de term kinderkopjes nauwelijks gebruikt en spreekt men veeleer van kassei. Dit woord (en zijn oudere vorm kalsijde) komt van het Latijnse (via) calceata, een met kalk bedekt(e weg). Van diezelfde etymologie komt het Franse woord chaussée (d.w.z. steenweg); daarom vindt men hier en daar in België wegen met de naam Chaussée romaine / Romeinse kassei. In Noord-Nederland gold het woord kassei vroeger als 'Vlaams'. De afgelopen decennia heeft het woord via het wielerjargon ook ingang gevonden in het Noord-Nederlands.

## Toepassingen
Belangrijke wegen werden vroeger met kasseien verhard om ze beter begaanbaar te maken dan zand- of aardewegen. In onverharde wegen ontstaan gemakkelijk karrensporen, en ze worden bij slecht weer snel modderig of onberijdbaar. Kasseien van ongelijke grootte kunnen willekeurig neergelegd zijn, net als steenslag of flinten. Wanneer de stenen een gelijkaardig formaat hebben worden ze meestal in verband gelegd. De rand van de weg wordt vaak door in de lengte geplaatste boordsteen gevormd.
Kasseiwegen hebben enkele nadelen. Het rijden over kasseien veroorzaakt veel lawaai en de wegen zijn hobbelig. Bovendien worden ze bij winterse omstandigheden spiegelglad, vaak zodanig dat autorijden en lopen zeer bezwaarlijk en fietsen onmogelijk wordt. Dat maakt ze voor het moderne verkeer vaak hinderlijk.
In enkele specifieke gevallen worden kasseiwegen nog steeds nieuw aangelegd, voor het inrichten van kruispunten voor het afremmen van het verkeer, of omwille van het esthetisch uitzicht. Kasseistenen worden ook nog gebruikt voor opritten of de bestrating rondom boerderijen vanwege de waterdoorlatende eigenschappen van een kasseiverharding.
Oude kasseiwegen zijn vaak bedekt met een laag asfalt, dat beter berijdbaar is. Soms wordt vlak naast de kasseiweg een eenvoudige strook asfalt of klinkers gelegd om de weg wat breder te maken of om een strook die vlot berijdbaar is voor fietsers te bieden.

## Bekende kasseistroken
Enkele bekende wegen of straten met kasseien zijn de bij wielrenners beruchte Muur van Geraardsbergen, bekend uit de Ronde van Vlaanderen, en het Bos van Wallers-Arenberg, bekend uit de klassieker Parijs-Roubaix. De kasseien op de Bosberg in de Vlaamse Ardennen zijn sinds 1993 beschermd monument. In het Britse Swansea heeft Constitution Hill eenzelfde uiterlijk als de Muur van Geraardsbergen.
Zowel in België als in Nederland zijn de centrumstraten van veel steden bestraat met kasseien. In België geldt dit voor vrijwel alle historische binnensteden en ook overal in de buitenwijken; in Nederland kunnen Breda, Heusden, Bergen op Zoom, Maastricht, Ravenstein, Roermond, 's-Hertogenbosch en Sloten genoemd worden. In Amsterdam is de Dam een bekend voorbeeld van een plein met kinderkopjes. Van de landelijke kasseiwegen zijn in Nederland nog maar weinig voorbeelden over. De Munnikenweg tussen Alkmaar en Oudorp is bewaard gebleven als straat met kinderkopjes, en is de enige kasseienstrook in Noord-Holland, alsmede een van de oudste wegen van die provincie. Ook in de Noord-Brabantse Kempen zijn nog een aantal landelijke kasseiwegen behouden gebleven en dan voornamelijk rondom de dorpen van de Acht Zaligheden, zoals Hulsel en Netersel. Een aanzienlijk deel van dit tracé maakt nog altijd jaarlijks onderdeel uit van de eendaagse Nederlandse wielerwedstrijd de Omloop der Kempen. De Flintstraat in Emmen heeft weliswaar nog de naam behouden (kasseien worden in Drenthe flinten of vlinten genoemd), maar is tegenwoordig geasfalteerd.
De Maasberg in Elsloo in Nederlands Zuid-Limburg is een klim die geplaveid is met kasseien. Deze wordt ook aangedaan de laatste jaren als eerste beklimming van de Amstel Gold Race.

## Afbeeldingen

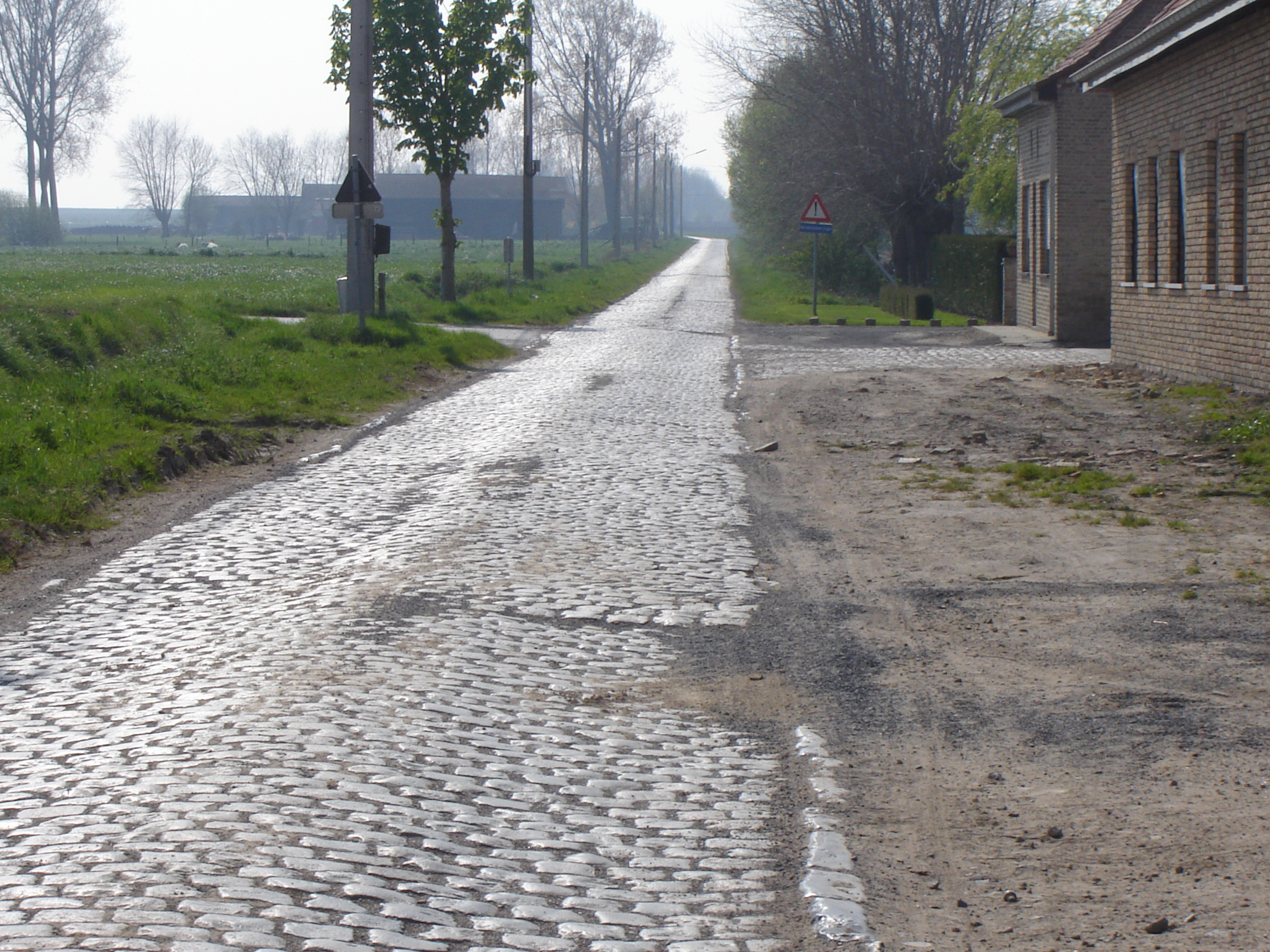
Kruising van steenstraten in Esen
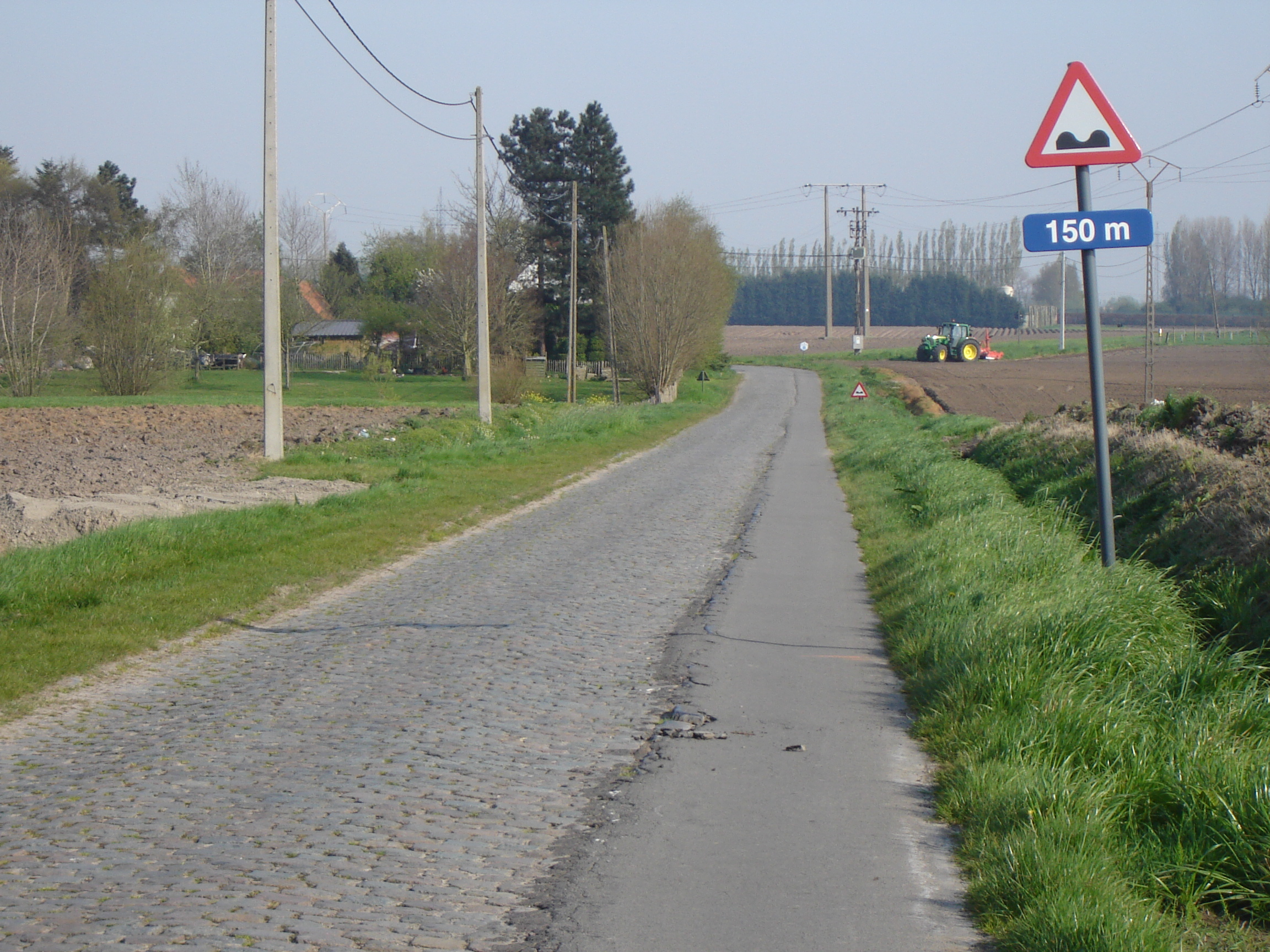
Kasseiweg met asfaltstrook in Bovekerke
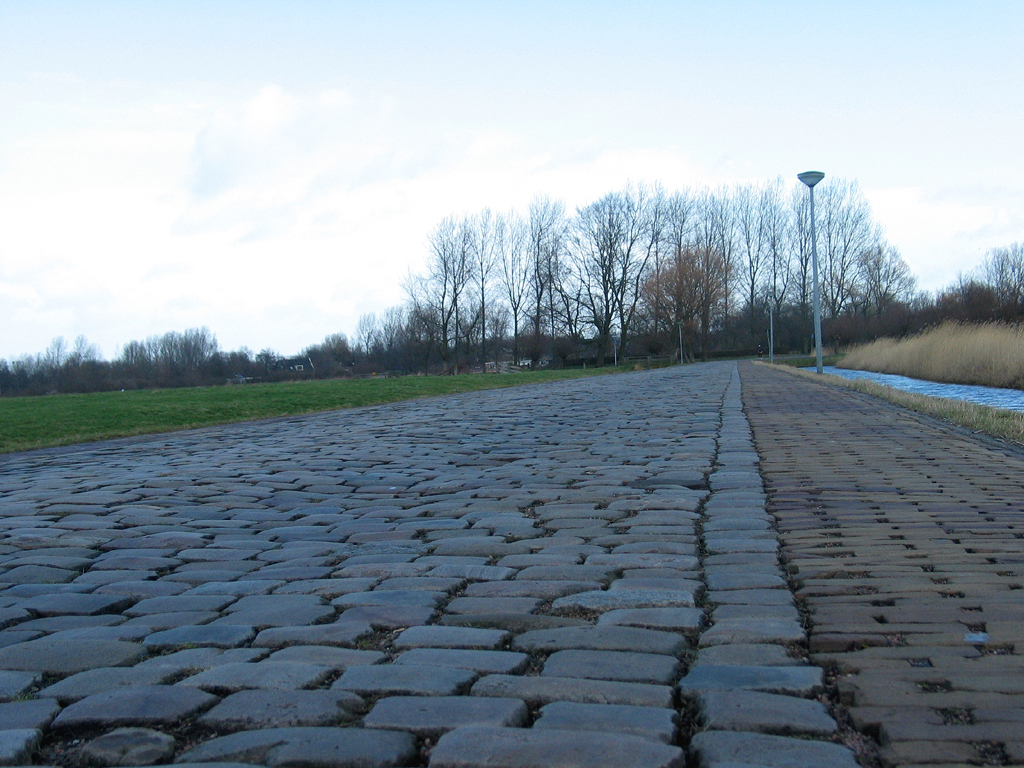
Alkmaar: Munnikenweg
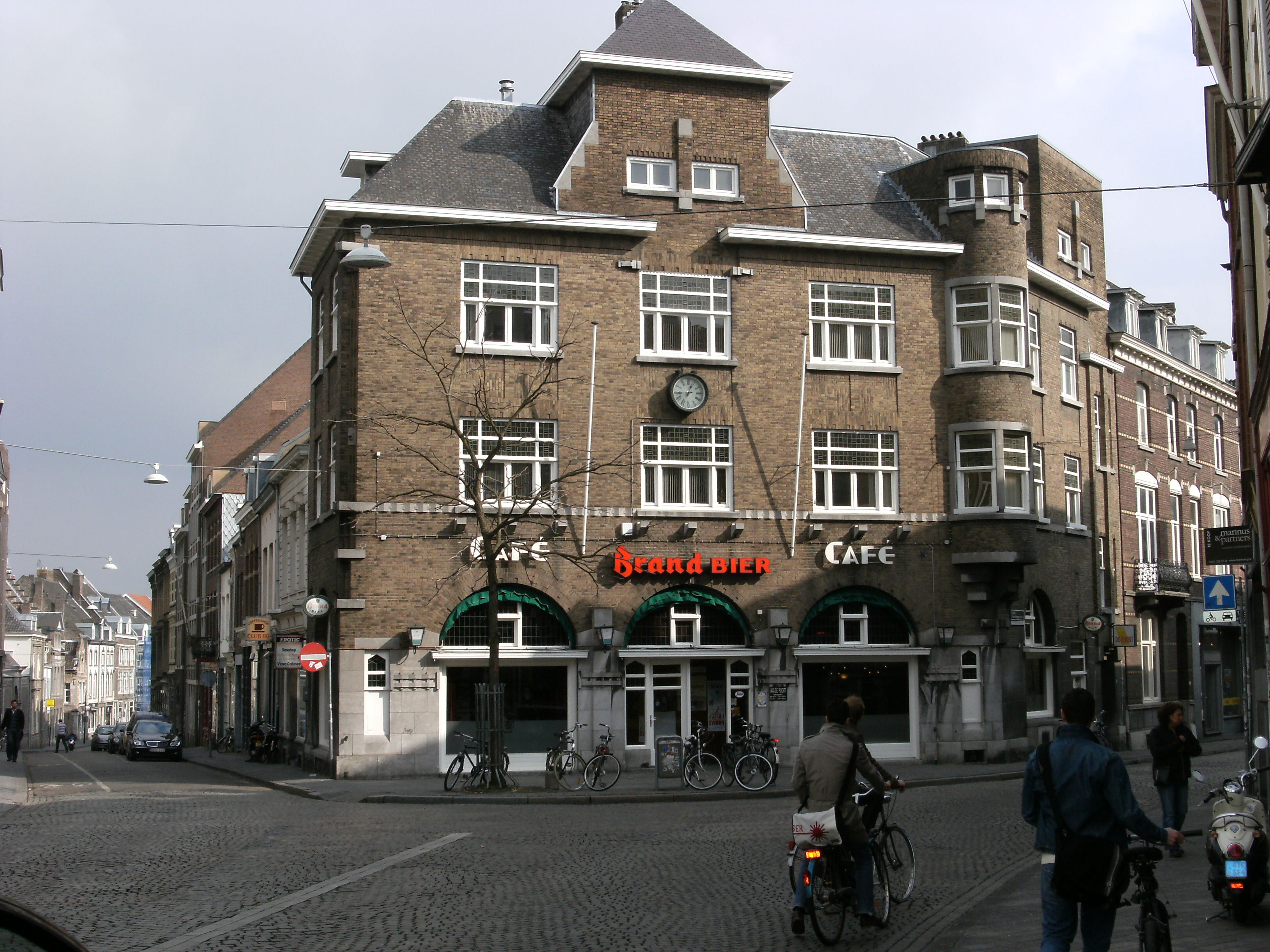
Maastrichtse kasseistraten
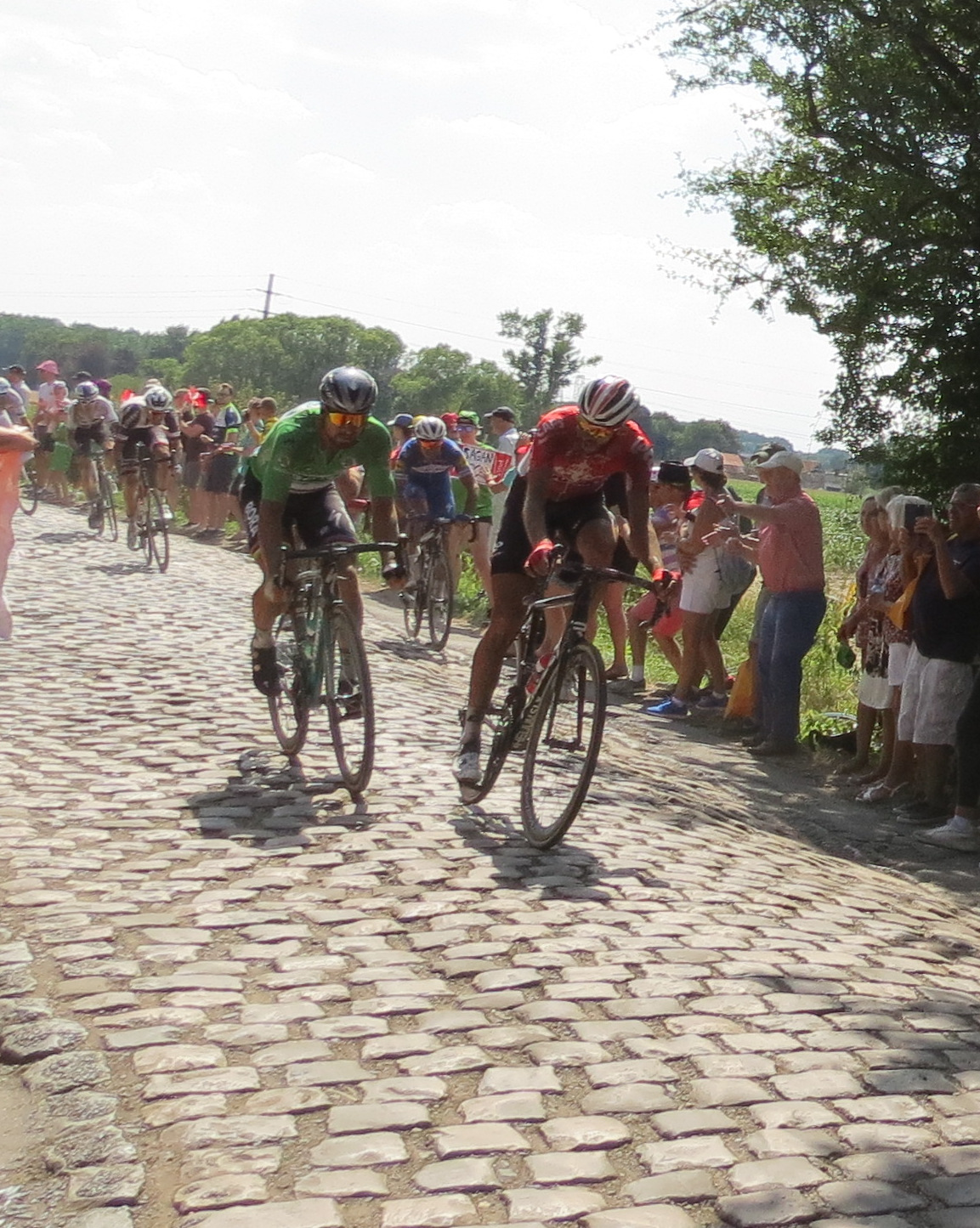
Wielerkoers op een kasseienstrook
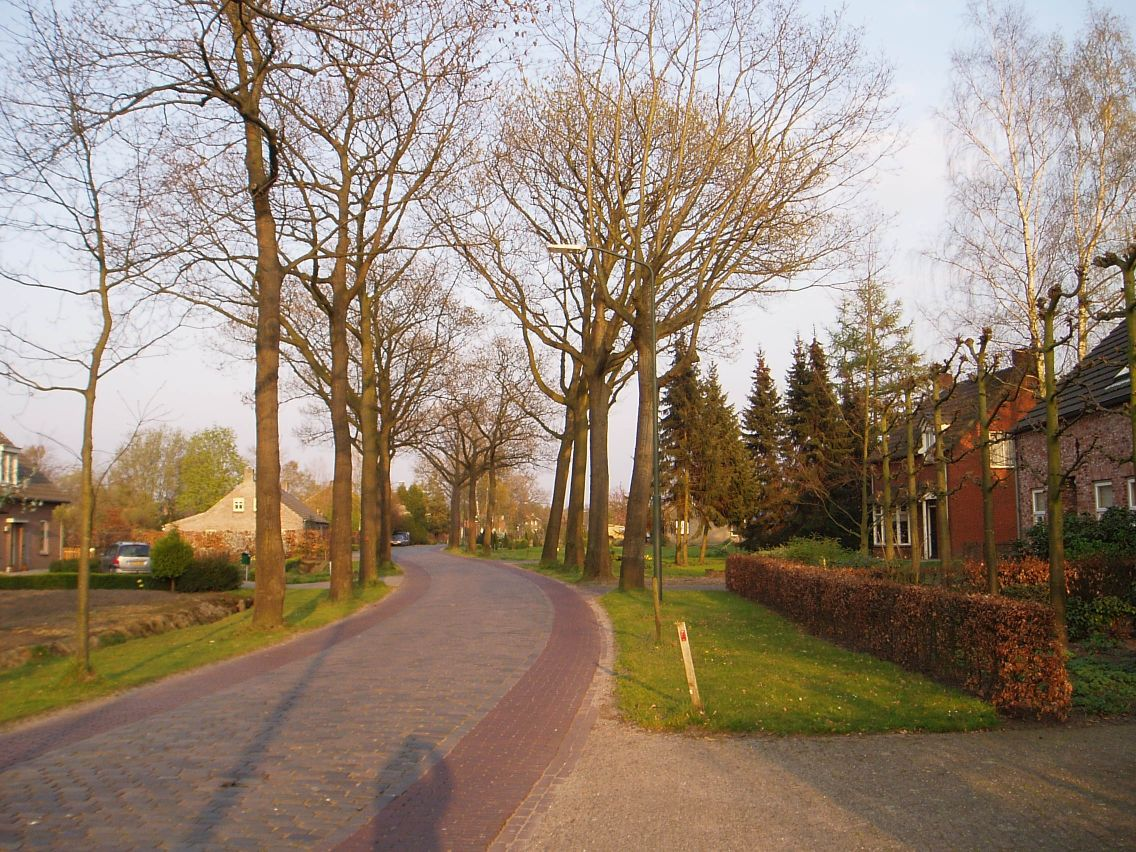
Vooreind in Hulsel
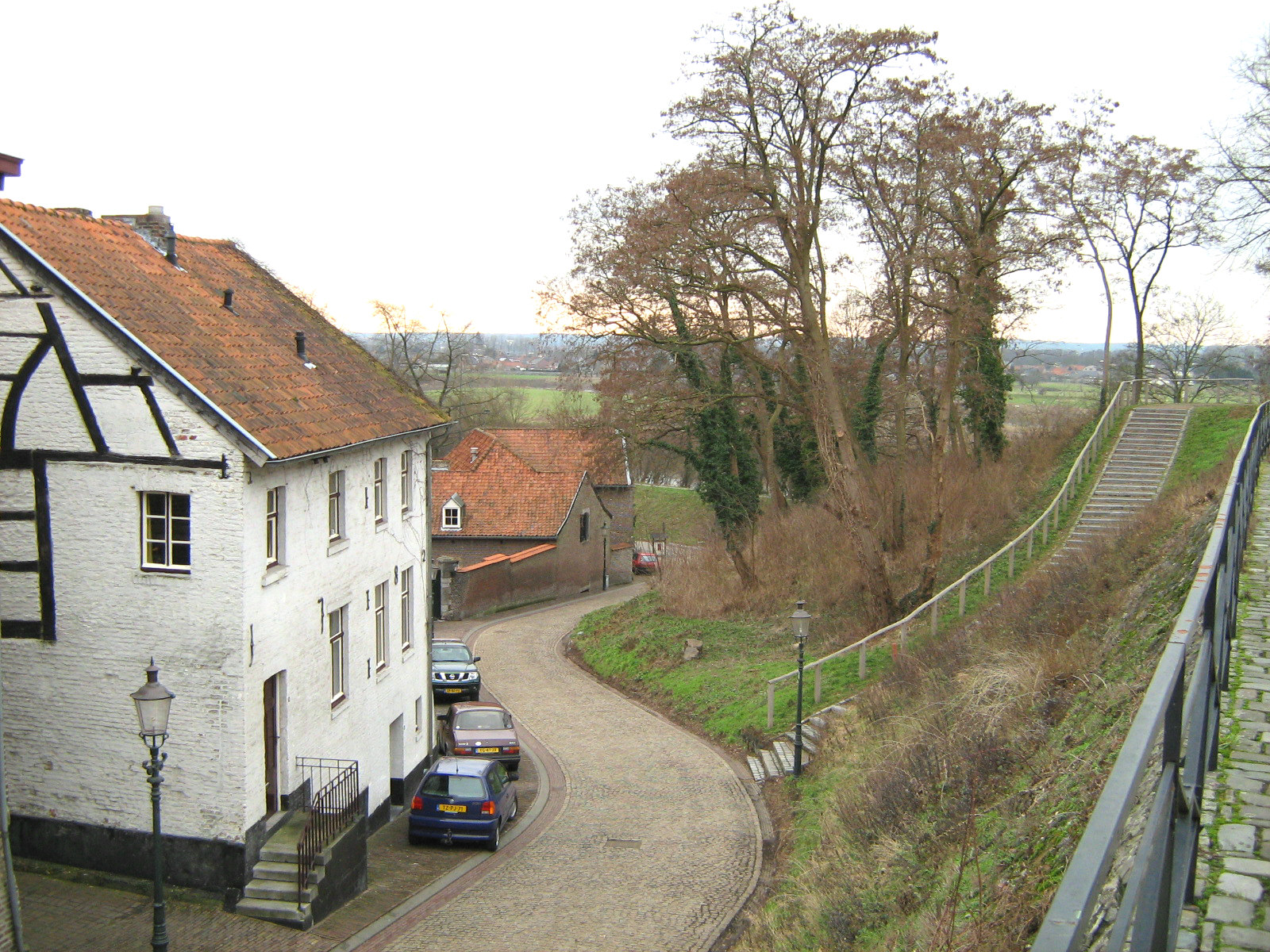
De Maasberg in Elsloo